# Nezumia convergens
Nezumia convergens är en fiskart som först beskrevs av Garman, 1899.  Nezumia convergens ingår i släktet Nezumia och familjen skolästfiskar. Inga underarter finns listade i Catalogue of Life.